# عبدالله یافعی
عبدالله بن اَسعد یافعی که به‌طور فراگیر به یافعی شهرت یافته (۱۲۹۸ / ۶۹۸. ق - ۲۰ فوریه ۱۳۶۷ / ۲۰ جمادی‌الثانی ۷۶۸. ق) صوفی، فقیه، تاریخ‌نگار و نویسنده عربی یمنی در سدهٔ هشتم هجری بود. در سال ۷۱۸. ق مجاور مکه شد و بسیار میان مکه و مدینه در گذر بود. او را فقیهی زاهد وصف کرده‌اند که بسیار به ابن عربی تعظیم می‌گذارد و به آرای صوفیان نزدیک بود.
یافعی در تصوّف، مرید و جانشین شیخ صالح بربری و از اقطاب سلسله‌ی معروفیّه نعمت‌اللهیّه و مرشد و مربّی عارف شهیر، شاه نعمت‌الله ولی بوده است. چنان که شاه نعمت‌الله در آثارش، بارها از وی به عنوان مرشد و مربّی خود نام برده است:
| شیخ ما کامل و مکمّل بود |  | قطب وقت و امام عادل بود |
| گاهِ ارشاد چون سخن گفتی |  | درّ توحید را نکو سفتی    |
| یافعی بود نام عبدالله  |  | رهبر رهروان آن درگاه    |
| صالح بربریِّ روحانی      |  | شیخِ شیخِ من است تا دانی  |

## ذکر شیخ عبدالله یافعی در منابع
نورالدین عبدالرحمن جامی در نفحات الانس در ذکر وی چنین آورده است: «هو ابوالسعّادات، عفیفُ الدیّن، عبدالله بن أسعد الیافعی الیمنی نزیل الحرمین الشّریفین شرّفهما اللّه تعالی، و رضی عنه. از کبار مشایخ وقت خود بوده‌است. عالم بوده به علوم ظاهری و باطنی و وی را تصنیفات است از آن جمله است: تاریخ مرآة الجنان و عبرة الیقظان فی معرفة حوادث الزمّان و کتاب روض الریّاحین فی حکایات الصّالحین و کتاب الدرّ النظّیم فی فضائل القرآن العظیم؛ و ورای آن تصنیفات دیگر دارد و اشعار نیکو نیز گفته است.»
وی گفته است که: «شیخ علاءالدیّن خوارزمی گفت رحمه الله که: شبی در بعضی از بلاد شام در خلوت خود بعد از نماز خفتن بیدار نشسته بودم و درِ خلوت از اندرون بسته بود. دو مرد دیدم با خود در خلوت، ندانستم که از کجا درآمدند و ساعتی با من سخن گفتند و با یکدیگر یاد احوال فقرا کردیم. ذکر مردی از شام کردند و بر وی ثنا گفتند و گفتند: نیک‌مردی است گر بدانستی که از کجا می‌خورد. بعد از آن گفتند: سلام ما به صاحب خود، عبدالله یافعی، برسان! گفتم: او را از کجا می‌شناسید، و وی در حجاز است؟ گفتند: بر ما پوشیده نیست و برخاستند و پیش رفتند سوی محراب. پنداشتم که نماز خواهند گزارد؛ و از دیوار بیرون رفتند.»
و هم وی گفته است که: «شیخ مذکور گفت که: در بعضی از ساحل‌های شام در ماه رجب سنهٔ اثنتین و اربعین و سبعمائه، دو پیر به خلوت من درآمدند بعد از نماز پسین و ندانستم که از کجا درآمدند و از کدام بلد آمدند. چون بر من سلام کردند و مصافحه نمودند، با ایشان انس گرفتم. گفتم: از کجا آمدید؟ گفتند: سبحان‌الله! همچو تویی از این حال سؤال می‌کند؟ بعد از آن خشک‌پاره‌ای نان جو داشتم پیش ایشان نهادم. گفتند: نه از بهر این آمده‌ایم. گفتم: پس از بهر چه آمده‌اید؟ گفتند: آمده‌ایم و تو را وصیت می‌کنیم به رسانیدن سلام به عبداللّه یافعی؛ و گفتند: بگو که بشارت باد تو را! گفتم: وی را از کجا می‌شناسید؟ گفتند: ما به وی رسیده‌ایم، و وی به ما رسیده‌است. گفتم: شما را در این بشارت رسانیدن اذنی هست؟ گفتند: آری و چنان ذکر کردند که از پیشِ برادرانی می‌آیند که ایشان را هست در شرق و فی‌الحال غایب شدند.»
و هم وی گفته که: «در اوایل حال، متردّد بودم که به طلب علم مشغول باشم که موجب فضیلت و کمال است، یا به عبادت که مُثمر حلاوت و سلامت از آفت قیل و قال است؛ و در این کشاکش و اضطراب مرا نه قرار ماند و نه خواب. کتابی داشتم که روز و شب به مطالعهٔ آن می‌گذرانیدم. در این بی‌قراری آن را بگشودم. در وی ورقی دیدم که هرگز ندیده بودم و در وی بیتی چند نوشته که از کس نشنیده بودم؛ و آن ابیات این بود:
| کُنْ عَنْ هُمُومِک مُعْرضاً    |  | فَلَرُبَّما اتَّسَعَ المَضیقُ |
| ولَرُّبَّ امرٍ مُتعِبٍ        |  | اللّهُ یفعلُ ما یَشاء  |
| وَکِلِ الْأُمورَ إلیَ القضا |  | و ربَّما ضاقَ الفَضا   |
| لَکَ فی عَواقِبِه رضا     |  | فکُنْ تکُنْ مُتعرضّا     |

چون این ابیات را خواندم، گویا آبی بر آتش من زدند و شدّت حرارت قَلَق [= پریشانی و بی‌قراری] مرا نشاندند.
و وی بنای کتاب مرآة الجنان را که در تاریخ نوشته بر سال نهاده است و تا سنهٔ خمسین و سبعمائه بیان حوادث کرده و معلوم نیست که بعد از آن چندگاه دیگر بوده. رضی الله تعالی عنه و نفعنابه.»

## تألیفات
1. روض الرّیاحین فی مناقب الصالحین که در واقع از مهمترین تألیفات شیخ عبدالله یافعی است که در آن به شرح حال پانصد تن از بزرگان عرفان و تصوف پرداخته است. این اثر در قرن نهم توسط جلال‌الدین محمد عبادی کازرونی با عنوان تحفة المرشدین من حکایات الصّالحین به فارسی ترجمه شده است.
2. خلاصة المفاخر فی مناقب الشّیخ عبد القادر. «این کتاب را می‌توان تکمله‌ای بر کتاب روض الرّیاحین فی مناقب الصالحین دانست. خلاصةالمفاخر با دویست حکایت ذیل آن و در واقع تراجم صوفیان نامدار عراق در قرن ششم هجری با محوریت شیخ عبدالقادر است؛ زیرا صد حکایت نخستین به بررسی زندگی و کرامات مشایخی می‌پردازد که هر یک به گونه‌ای با شیخ عبدالقادر در ارتباط بوده‌اند و دومین صد حکایت در ذکر کراماتی از پیر گیلان است که اغلب از ایشان روایت می‌شود. منبع اصلی یافعی در تألیف خلاصة المفاخر، کتاب بهجةالاسرار تألیف شطنوفی (درگذشته ۷۱۳ ق) است که یافعی تنها آن را تهذیب و حکایت‌بندی کرده و مطلب قابل توجهی بر آن نیفزوده است. خلاصة المفاخر را یکی از مریدان یافعی به نام سید جلال‌الدین حسین بخاری اوچی (۷۰۷–۷۸۵ ق) با خود به شبه‌قاره می‌برد و پس از درگذشت او به همّت مریدش احمد درویشی، در اواخر قرن هشتم یا اوائل قرن نهم هجری به فارسی بازگرمی‌گرداند.»[۶]
3. مرآة الجنان وعبرة الیقظان فی معرفة حوادث الزمان وتقلّب أحوال الإنسان
4. أطراف التّواریخ
5. أرجوزة فی معرفة الشّهور الرومیّة
6. روض البصائر وریاض الأبصار فی معالم الأقطار والأنهار الکبار
7. مرهم العلل المعضلة فی دفع الشّبه والرّد علی المعتزلة
8. کفایة المعتقد ونکایة المنتقد (قصیدة فی العقائد)
9. سراج التّوحید الباهج النّور فی تمجید صانع الوجود مقلّب الدّهور
10. مختصر سراج التّوحید الباهج النور
11. شمس الإیمان وتوحید الرحمن فی عقیدة أهل الحق والإتقان
12. الشّاش المعلم لکتاب المرهم
13. مناقب الإمام المائة من أئمة الأشعریّة
14. أشرف المفاخر العلیّة فی مناقب الأئمة الأشعریّة
15. نزهة العیون النّواظر وتحفة القلوب والخواطر فی اختصار روض الریاحین
16. أطراف عجائب الآیات والبراهین وأردف غرائب حکایات روض الرّیاحین
17. حلیة الأخیار فی أخبار أهل الأسرار
18. نشر المحاسن الغالیة فی فضل مشایخ الصوفیة أصحاب المقامات العالیة
19. الشّهد الحالی فی فضل الصّالحین ومقامهم العالی
20. نهایة المحیا فی مدح شیوخ من الأصفیا
21. الرّاح المختوم بالدر المنظوم فی مدح الشّانح أصحاب السر المکتوم (قصیدة)
22. رسالة الملکیّة فی طریق السّادة الصوفیّة
23. جزء فی بیان تعظیم مشایخ الصوفیّة للشّریعة السنیّة
24. الرّسالة المکیّة فی الطّریقة العلیّة القادریّة
25. نشر الروض العطر فی حیاة سیّدنا أبی العبّاس الخضر
26. مناقب الشافعیّ
27. مهیجة الأشحان فی ذکر الأحباب والأوطان
28. الشّهد الشّفا فی مدح المصطفی
29. بریاق العشاق فی مدح حبیب الخلق والخلاق
30. الدّرر فی مدح سید البشر
31. مصباح الظّلام فی المستغیثین بخیر الأنام
32. نشر الرّیحان فی فضل المتحابّین فی الله من الإخوان
33. عالی الرّفعة فی حدیث السّبعة
34. الدرّة الفصیحة فی الوعظ والنصیحة
35. الغرر فی الوعظ والعِبَر
36. الإرشاد والتّطریز فی فضل ذکرالله وتلاوة کتابه العزیز
37. الدر النظیم فی خواص القرآن العظیم
38. الأنوار اللّائحة فی أسرار الفاتحة
39. الفصول المحرّرة فی شرح أسماء الله المطهّرة
40. بهجة البدور فی وصف الحور والتنقّل من دارالغرور إلی دارالسّرور
41. نفحات الأزهار ولمعات الأنوار
42. نوادر المعانی
43. الأوبة المکیّة فی الألغاز الیافعیّة
44. تاج الرّؤوس فی الذّیل المأنوس علی سوق العروس
45. المنهل المفهوم فی شرح ألسنة العلوم
46. قصیدة تحتوی علی عشرین عِلمًا أو أزید، فی نحو ثلاثة آلاف (۳۰۰۰ بیت)
47. الدرّة المستحسنة فی تکریر العمرة
48. معرفة أدلّة القبلة والأوقات المشتملات علی الصّلاة والصّیام والفطور
49. عقد للآلی المفصّل بالیاقوت الغالی
50. تخمیس العینیّة
51. عذبة المعانی الدّقیقة فی التغزّل فی الشّریعة والحقیقة
52. الدّرّ النّفیس فی فتح بئر اریس
53. منظومة طبیّة
54. الوسیلة إلی الله بأسمائه الحسنی الجلیلة
55. فخر الطّواف العنوان العزیز
56. بحث السّماع
57. قصیده فی النّعت
58. نور الیقین وإشارة أهل التّمکین